# Jugoton
Jugoton – największa wytwórnia płytowa i sieć sklepów z płytami w byłej Jugosławii, z siedzibą w Zagrzebiu, stolicy Socjalistycznej Republiki Chorwacji.

## Historia
Jugoton został założony w 1947 roku jako następca przedsiębiorstwa Elektroton. Wydał płyty wielu ważnych jugosłowiańskich grup muzycznych m.in. Bijelo dugme, Azra, Električni orgazam, Idoli, Haustor, Leb i sol, a także ważną składankę Paket aranžman. Jugoton podpisał kontrakty płytowe z wszystkim ważniejszymi artystami z dawnej Jugosławii, a poza tym wydał na lokalnym rynku wiele płyt popowych i rockowych gwiazd ze świata m.in. The Beatles, Elvis Presley, The Rolling Stones, Madonna, U2, David Bowie, Eurythmics, Kate Bush, Public Image Limited, Kraftwerk, Queen, Deep Purple, Pink Floyd i Iron Maiden. Przedsiębiorstwo miało także rozległą sieć sklepów płytowych w wielu miejscowościach Federacji Jugosławii.
Wielu reprezentantów Jugosławii w Konkursie Eurowizji podpisało kontrakty filmowe z Jugotonem, także zwycięzca z 1989 roku – grupa muzyczna Riva.
Po rozpadzie Jugosławii w 1991 roku nazwa firmy została zmieniona na Croatia Records.

## Konkurencja
Inne ważniejsze firmy płytowe, które stanowiły konkurencję dla Jugotonu na lokalnym rynku to:
- PGP-RTB z Belgradu
- Suzy Records z Zagrzebia
- Diskoton z Sarajewa
- ZKP RTLJ z Lublany

## Yugoton i Yugopolis
W uznaniu dla działalności jugosłowiańskiej sceny muzycznej w 2001 roku w Polsce wydano płytę pt. Yugoton.
Album zawiera polskie wersje wielu popularnych piosenek jugosłowiańskich grup takich jak: Električni orgazam, Idoli, Bajaga i instruktori, Haustor, Prljavo kazalište i Parni valjak. Piosenki wykonywali: Kazik Staszewski, Katarzyna Nosowska, Paweł Kukiz, Olaf Deriglasoff, Tymon Tymański i inni.
Projekt był kontynuowany na kolejnych albumach, przez polskich muzyków i wokalistów już pod nazwą Yugopolis jak np. Słoneczna strona miasta z 2007 roku (piosenki grupy Parni valjak z polskimi tekstami), Yugopolis 2 z 2011 roku, koncertowy album Bez prądu z 2013 roku  i w kompilacjach: The Best of Yugoton/Yugopolis z 2009 roku i The Best of Yugopolis z 2014 roku.